# Konrad II. von Kirchberg-Wallhausen
Konrad II. von Kirchberg-Wallhausen († 26. Mai 1375) war Bischof von Meißen.

## Leben
Konrad stammte aus einer thüringischen niederen Adelsfamilie, die aus dem Raum um Jena stammte und mit den dortigen Burggrafen von Wallhausen in Verbindung stand. So ist er 1332 als Pfarrer in Wallhausen nachweisbar und wurde 1343 Notar des Markgrafen Friedrich. Jener scheint ihm ein Kanonikat am Dom in Meißen verschafft zu haben, denn 1345 immatrikuliert er sich an der Universität Bologna als Kanoniker und Magister der Diözese.
In Bologna wurde er auch Prokurator der deutschen Nation und begab sich 1348 wieder nach Meißen, wo er Protonotar des Markgrafen wurde. Dieser verschaffte ihm 1357 den Propsttitel des Stiftskapitels von Zscheila-Großenhain, 1358 wurde er Archidiakon der Niederlausitz, 1367 Propst in Bautzen und 1370 wurde er zum Bischof in Meißen gewählt. Nachdem er 1371 vom Papst bestätigt war, hatte er sich als Bischof mit den Machtbestrebungen in Meißen durch Karl IV. auseinanderzusetzen; er förderte den Weinbau in Meißen und wurde nach seinem Tod vor dem Kreuzaltar des Meißner Doms beigesetzt.
Er erhielt seine Begräbnisstätte neben dem Monument von Bischof Johann von Schleinitz, was in einer graphischen Darstellung der Begräbnisse im Meißner Dom – um 1593 – festgehalten wurde. Auf seinem Monument wurde der Bischof in vollem Ornat gezeigt. Zu seinen Füßen befand sich der Wappenschild seiner Familie, derer von Kirchberg. Eine Umschriftenleiste verweist auf den Gedächtnisinhaber und sein Amt in Meißen: „… Conradus de Walhusen episcopus Mysnensis“.